# Науендорф (Тюрингія)
Науендорф (нім. Nauendorf) — громада в Німеччині, розташована в землі Тюрингія. Входить до складу району Ваймарер-Ланд. Складова частина об'єднання громад Краніхфельд.
Площа — 2,38 км2. Населення становить 304 ос. (станом на 31 грудня 2021).

## Галерея

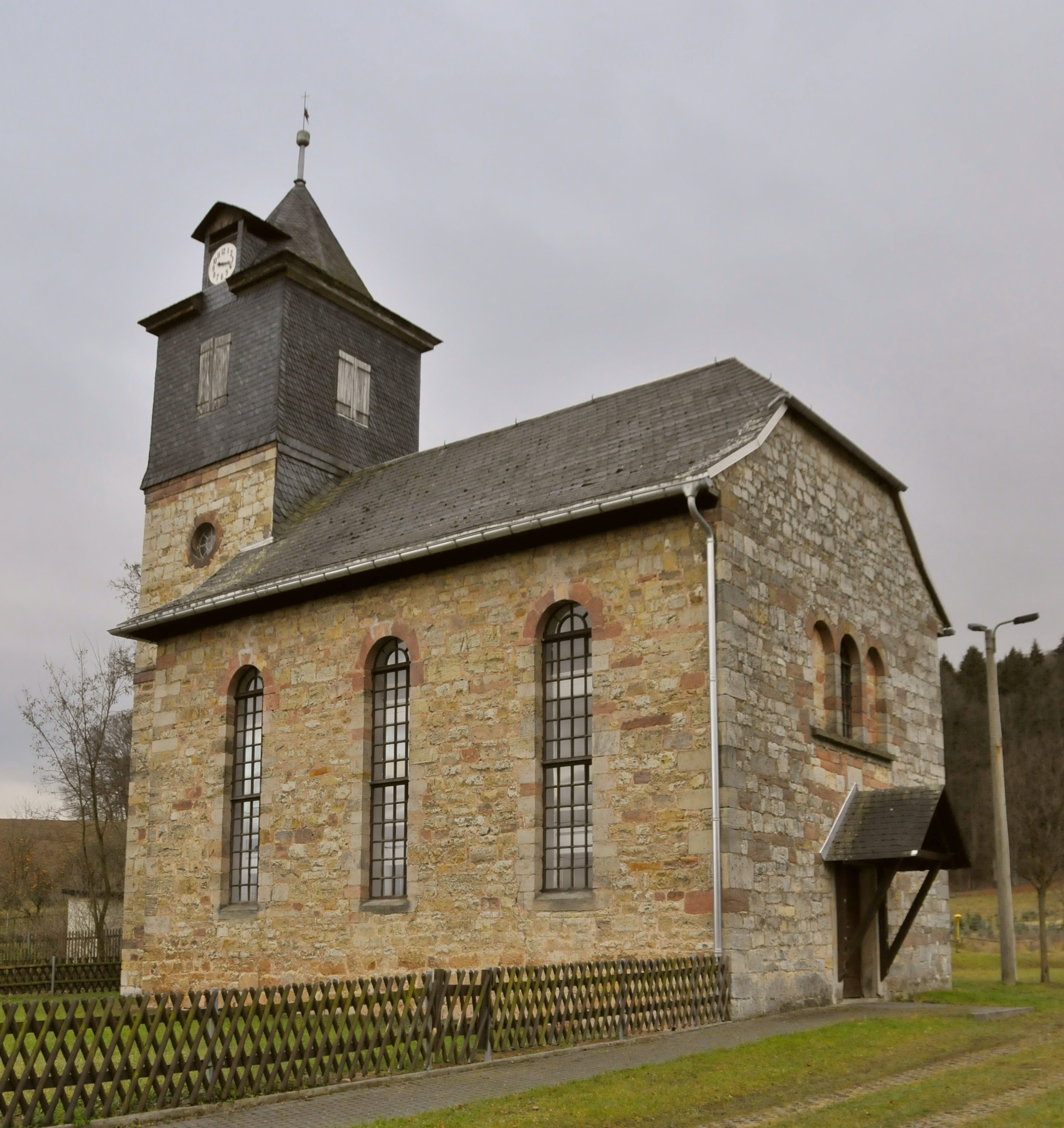
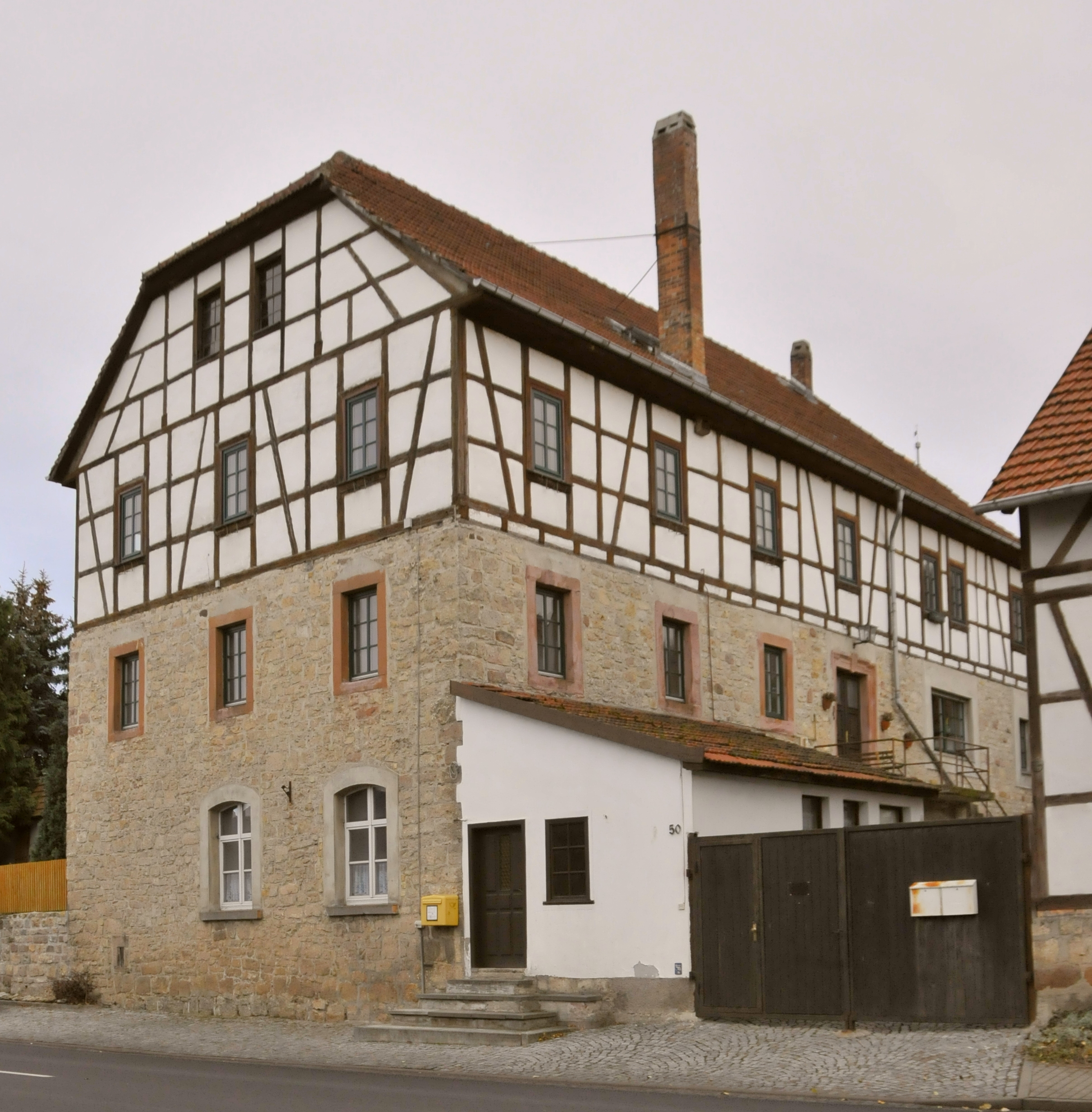
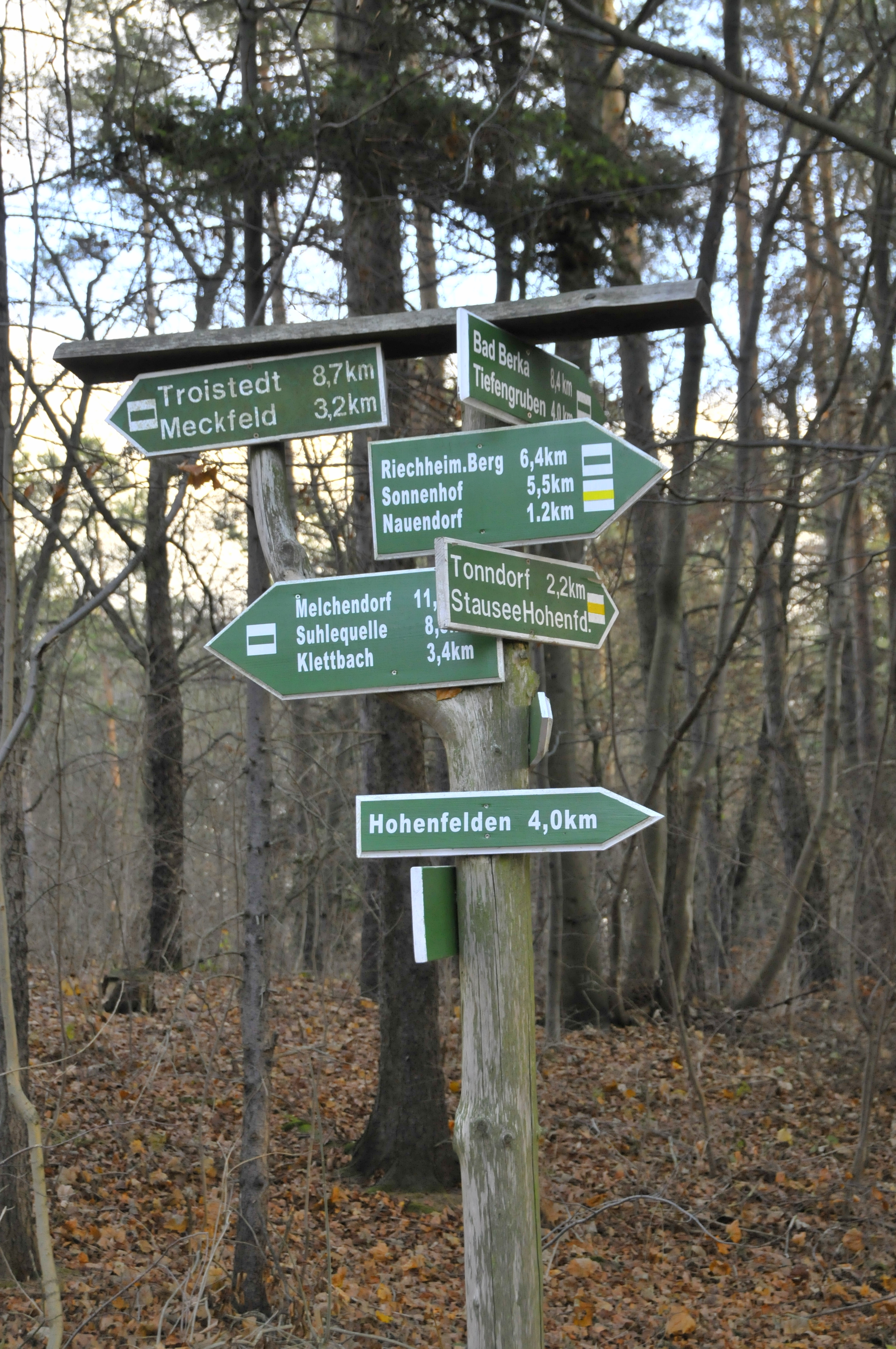
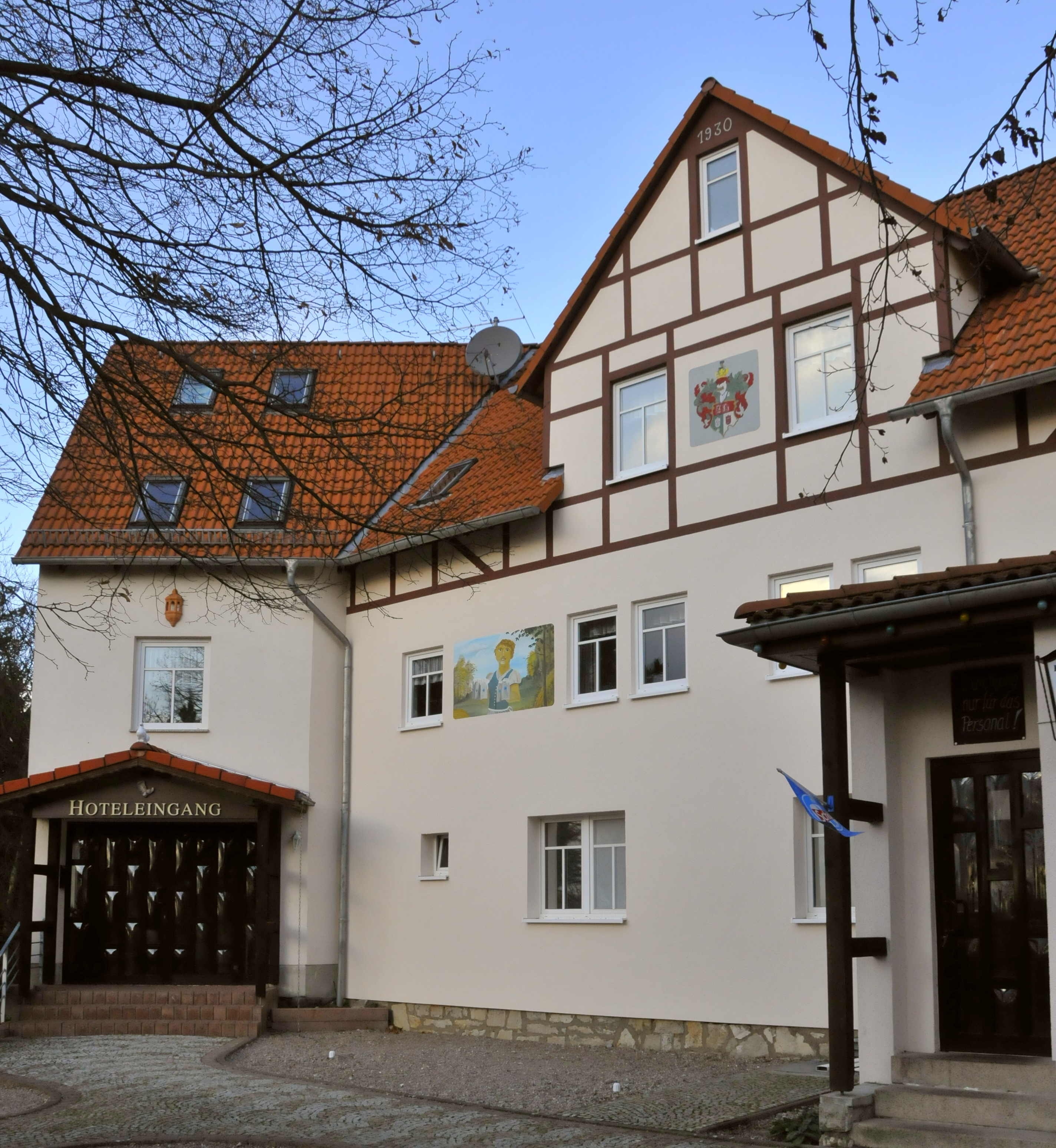
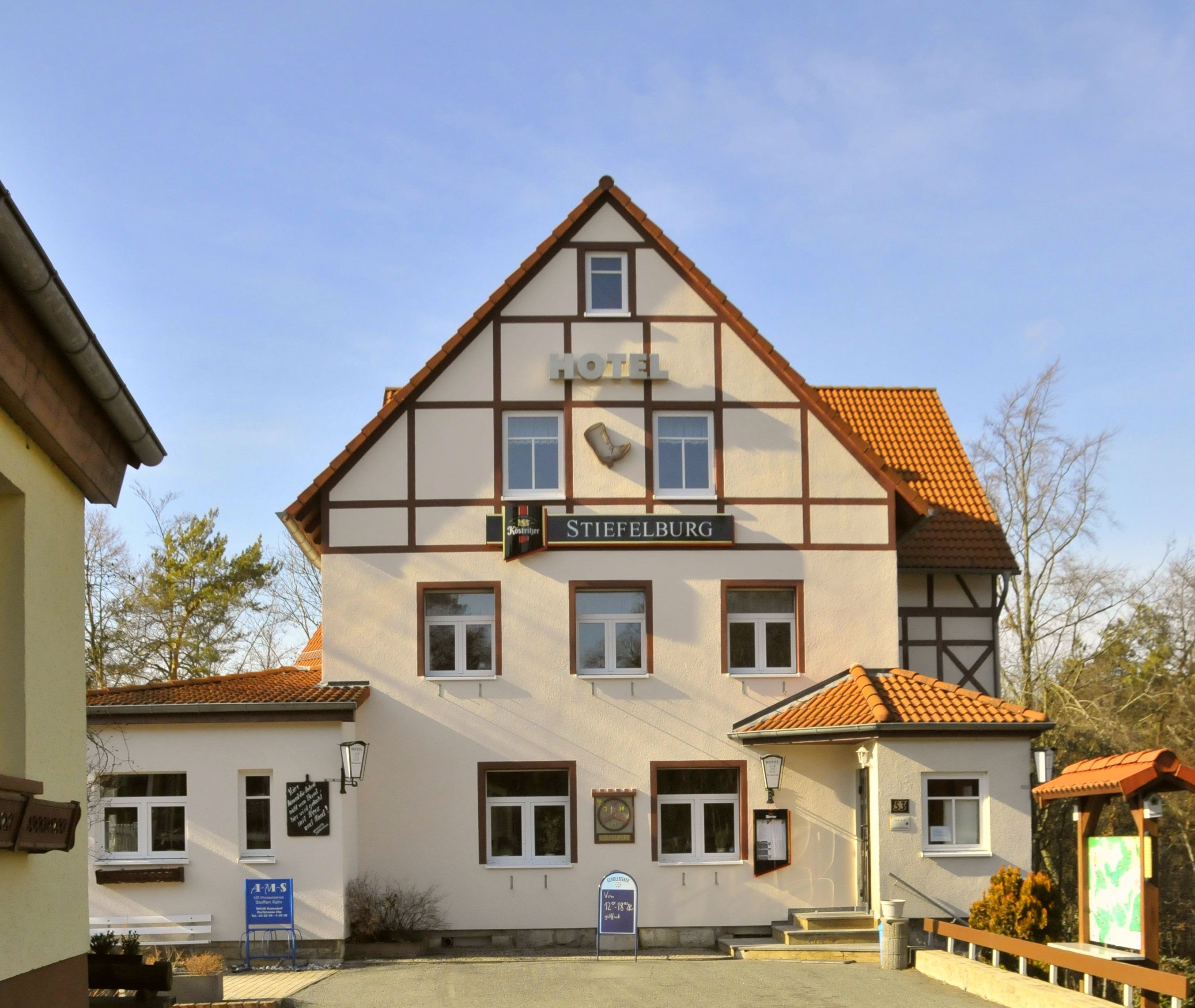